# Gazaupouy
Gazaupouy (Gasaupoi en gascon) est une commune française située dans le nord du département du Gers, en région Occitanie. Sur le plan historique et culturel, la commune est dans le Condomois, une ancienne circonscription de la province de Gascogne ayant titre de comté.
Exposée à un climat océanique altéré, elle est drainée par l'Auvignon, le Petit Auvignon, la Ségone et par divers autres petits cours d'eau. La commune possède un patrimoine naturel remarquable composé d'une zone naturelle d'intérêt écologique, faunistique et floristique.
Gazaupouy est une commune rurale qui compte 245 habitants en 2022, après avoir connu un pic de population de 1 178 habitants en 1793.  Elle fait partie de l'aire d'attraction de Condom. Ses habitants sont appelés les Gazaupouyais ou  Gazaupouyaises.
En 1279, le traité d'Amiens livre l'Agenais aux Anglais, d'où la nécessité d'établir des tours de guet de part et d'autre de la frontière. Aux environs de Gazaupouy se dressent aujourd’hui deux tours aux formes très voisines : celle de Déhes transformée au XIXe s en maison d’habitation, et la tour d’Estrepouy.   La tour d'Estrepouy, est protégée au titre des monuments historiques et classée depuis 1982.

## Géographie

### Localisation
Commune de Gascogne arrosée par l'Auvignon. Située au nord-est de Condom, c'est une commune limitrophe du département de Lot-et-Garonne.

### Communes limitrophes
Les communes limitrophes sont  Castelnau-sur-l'Auvignon, Condom, La Romieu, Ligardes, Moncrabeau et Pouy-Roquelaure.
| Moncrabeau (Lot-et-Garonne) | Ligardes                 | Pouy-Roquelaure |
| Condom                      | Gazaupouy                |                 |
|                             | Castelnau-sur-l'Auvignon | La Romieu       |

### Géologie et relief
Gazaupouy se situe en zone de sismicité 1 (sismicité très faible).

### Hydrographie

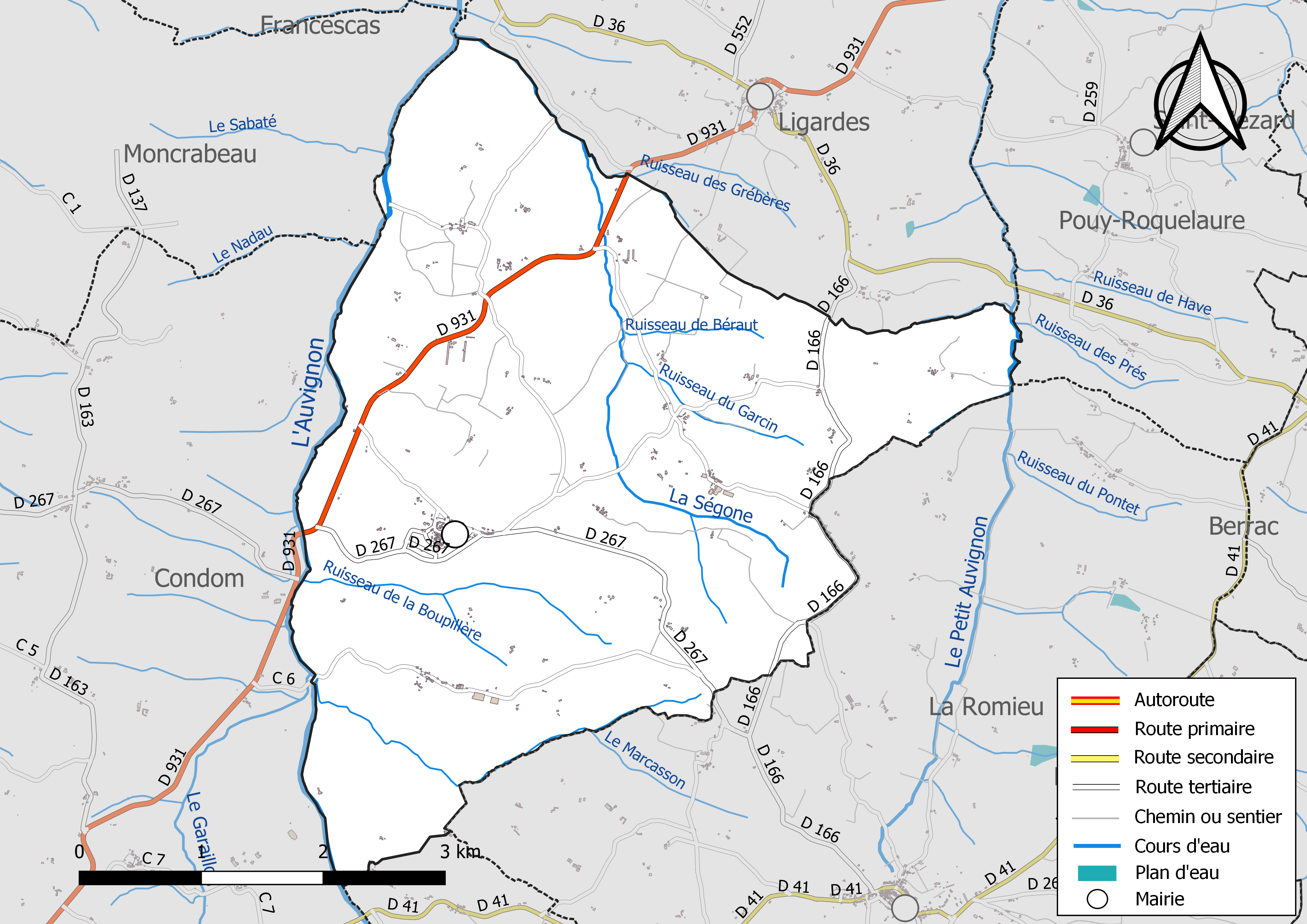
Réseaux hydrographique et routier de Gazaupouy.

La commune est dans le bassin de la Garonne, au sein du bassin hydrographique Adour-Garonne. Elle est drainée par l'Auvignon, le Petit Auvignon, la Ségone, le Marcasson, le ruisseau de Bazignan, le ruisseau de Béraut, le ruisseau de la Boupillère, le ruisseau des Prés, le ruisseau du Garcin et par divers petits cours d'eau, qui constituent un réseau hydrographique de 19 km de longueur totale,.
L'Auvignon, d'une longueur totale de 55,7 km, prend sa source dans la commune de Mas-d'Auvignon et s'écoule vers le nord. Il traverse la commune et se jette dans la Garonne à Port-Sainte-Marie, après avoir traversé 22 communes.
Le Petit Auvignon, d'une longueur totale de 23,6 km, prend sa source dans la commune de La Romieu et s'écoule vers le nord. Il traverse la commune et se jette dans l'Auvignon à Calignac, après avoir traversé 12 communes.

### Climat
Pour des articles plus généraux, voir Climat de l'Occitanie et Climat du Gers.
En 2010, le climat de la commune est de type climat du Bassin du Sud-Ouest, selon une étude s'appuyant sur une série de données couvrant la période 1971-2000. En 2020, Météo-France publie une typologie des climats de la France métropolitaine dans laquelle la commune est exposée à un climat océanique altéré et est dans la région climatique Aquitaine, Gascogne, caractérisée par une pluviométrie abondante au printemps, modérée en automne, un faible ensoleillement au printemps, un été chaud (19,5 °C), des vents faibles, des brouillards fréquents en automne et en hiver et des orages fréquents en été (15 à 20 jours).
Pour la période 1971-2000, la température annuelle moyenne est de 13,3 °C, avec une amplitude thermique annuelle de 15,5 °C. Le cumul annuel moyen de précipitations est de 756 mm, avec 10,6 jours de précipitations en janvier et 6,4 jours en juillet. Pour la période 1991-2020, la température moyenne annuelle observée sur la station météorologique la plus proche, située sur la commune de Condom à 8 km à vol d'oiseau, est de 13,9 °C et le cumul annuel moyen de précipitations est de 703,8 mm,. Pour l'avenir, les paramètres climatiques de la commune estimés pour 2050 selon différents scénarios d'émission de gaz à effet de serre sont consultables sur un site dédié publié par Météo-France en novembre 2022.

### Milieux naturels et biodiversité

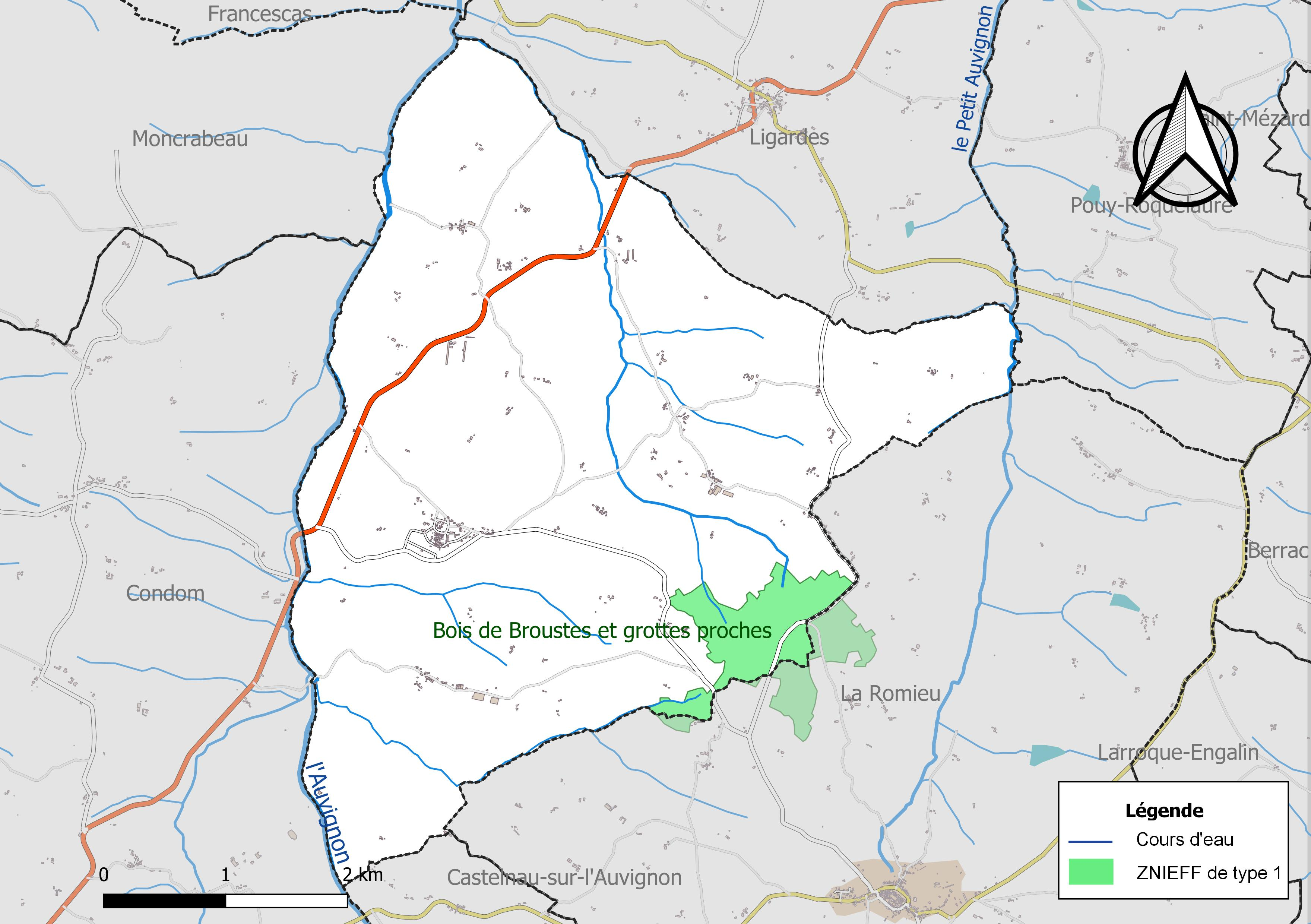
Carte de la ZNIEFF de type 1 localisée sur la commune.

L’inventaire des zones naturelles d'intérêt écologique, faunistique et floristique (ZNIEFF) a pour objectif de réaliser une couverture des zones les plus intéressantes sur le plan écologique, essentiellement dans la perspective d’améliorer la connaissance du patrimoine naturel national et de fournir aux différents décideurs un outil d’aide à la prise en compte de l’environnement dans l’aménagement du territoire.
Une ZNIEFF de type 1 est recensée sur la commune :
les « bois de Broustes et grottes proches » (119 ha), couvrant 2 communes du département.

## Urbanisme

### Typologie
Au 1er janvier 2024, Gazaupouy est catégorisée commune rurale à habitat très dispersé, selon la nouvelle grille communale de densité à sept niveaux définie par l'Insee en 2022.
Elle est située hors unité urbaine. Par ailleurs la commune fait partie de l'aire d'attraction de Condom, dont elle est une commune de la couronne,. Cette aire, qui regroupe 23 communes, est catégorisée dans les aires de moins de 50 000 habitants,.

### Occupation des sols
L'occupation des sols de la commune, telle qu'elle ressort de la base de données européenne d’occupation biophysique des sols Corine Land Cover (CLC), est marquée par l'importance des territoires agricoles (96,2 % en 2018), une proportion sensiblement équivalente à celle de 1990 (96,4 %). La répartition détaillée en 2018 est la suivante : 
terres arables (76 %), zones agricoles hétérogènes (19,1 %), forêts (3,8 %), cultures permanentes (1,1 %). L'évolution de l’occupation des sols de la commune et de ses infrastructures peut être observée sur les différentes représentations cartographiques du territoire : la carte de Cassini (XVIIIe siècle), la carte d'état-major (1820-1866) et les cartes ou photos aériennes de l'IGN pour la période actuelle (1950 à aujourd'hui).

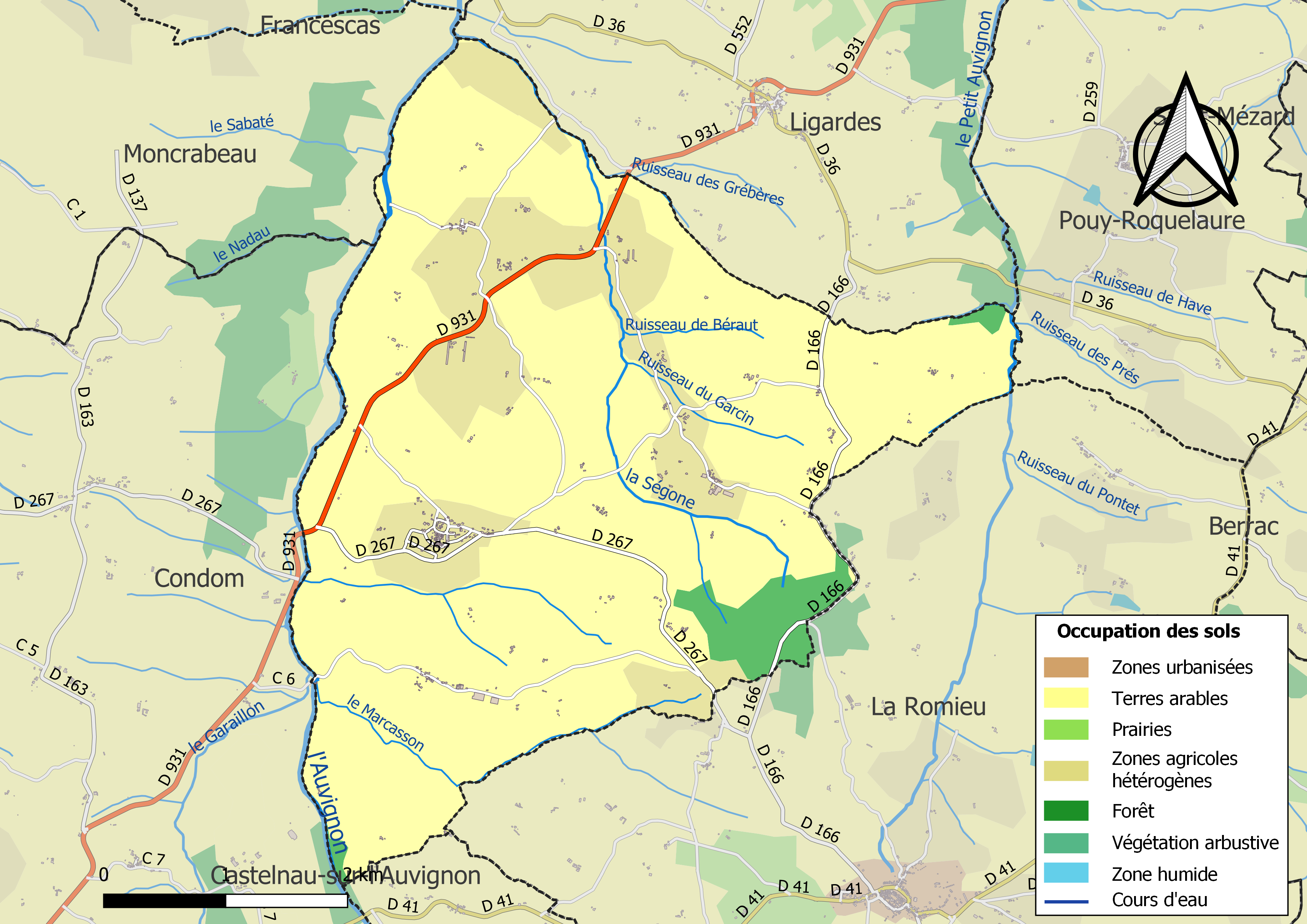
Carte des infrastructures et de l'occupation des sols de la commune en 2018 (CLC).

### Risques majeurs
Le territoire de la commune de Gazaupouy est vulnérable à différents aléas naturels : météorologiques (tempête, orage, neige, grand froid, canicule ou sécheresse) et séisme (sismicité très faible). Un site publié par le BRGM permet d'évaluer simplement et rapidement les risques d'un bien localisé soit par son adresse soit par le numéro de sa parcelle.

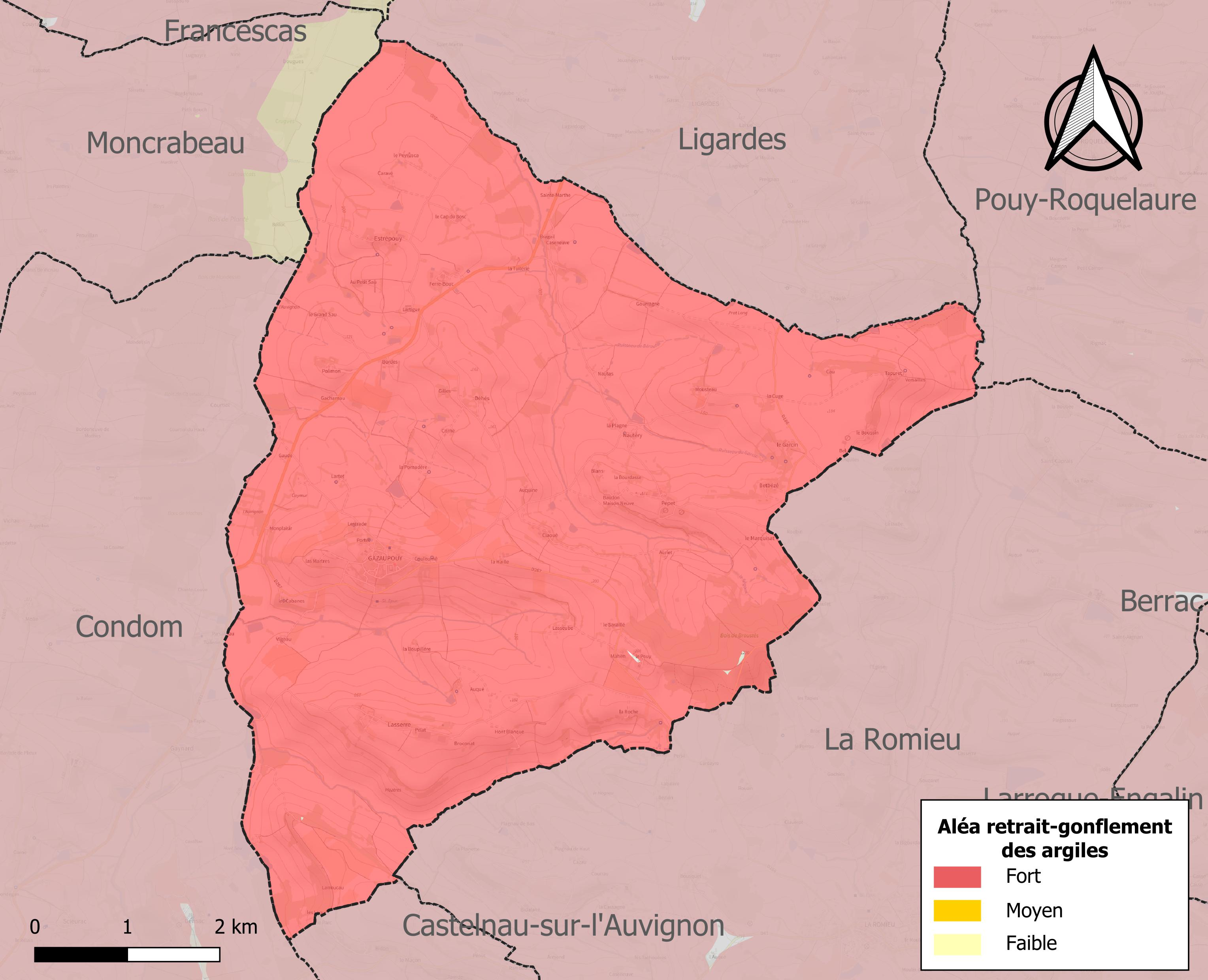
Carte des zones d'aléa retrait-gonflement des sols argileux de Gazaupouy.

Le retrait-gonflement des sols argileux est susceptible d'engendrer des dommages importants aux bâtiments en cas d’alternance de périodes de sécheresse et de pluie. La totalité de la commune est en aléa moyen ou fort (94,5 % au niveau départemental et 48,5 % au niveau national). Sur les 175 bâtiments dénombrés sur la commune en 2019, 175 sont en aléa moyen ou fort, soit 100 %, à comparer aux 93 % au niveau départemental et 54 % au niveau national. Une cartographie de l'exposition du territoire national au retrait gonflement des sols argileux est disponible sur le site du BRGM,.
Par ailleurs, afin de mieux appréhender le risque d’affaissement de terrain, l'inventaire national des cavités souterraines permet de localiser celles situées sur la commune.
La commune a été reconnue en état de catastrophe naturelle au titre des dommages causés par les inondations et coulées de boue survenues en 1999 et 2009. Concernant les mouvements de terrains, la commune a été reconnue en état de catastrophe naturelle au titre des dommages causés par la sécheresse en 1996, 2002 et 2017 et par des mouvements de terrain en 1999.

## Toponymie
La terminaison en -pouy, fréquente en Gascogne, désigne une hauteur (du latin podium). Le préfixe Gazau pourrait venir de casau, jardin.
En 1801, la commune est connue sous le nom de Gazempuis. Au XXIe siècle le nom de la commune se prononce Gazaupouye, bien que la prononciation académique serait Gazaupoui. En conséquence de cette prononciation le nom de la commune s'écrit Gasaupoi en gascon.

## Histoire
Dans la mouvance franco-anglaise, la seigneurie de Fimarcon, coincée entre l'Agenais, la Lomagne et l'Armagnac vécut pendant trois siècles dans une insécurité notoire. Les seigneurs construisirent un système de défense dont les vestiges sont encore apparents. Plus que d’une ceinture militaire, organisée, il s'agissait de refuge, de protection locale. Gazaupouy en faisait partie.

## Politique et administration

### Liste des maires
| Période                                  | Période  | Identité                | Étiquette | Qualité     |
| ---------------------------------------- | -------- | ----------------------- | --------- | ----------- |
| 03-1857                                  | 03-1857  | Jean Marcelin Lavardens |           |             |
| 04-1857                                  | 07-1860  | Jean Bourratiere        |           |             |
| 08-1860                                  | 08-1860  | Pierre Lafore           |           |             |
| 08-1860                                  | 06-1864  | Marcelin Castex         |           |             |
| 07-1864                                  | 12-1864  | Mathieu Bonne           |           |             |
| 01-1865                                  | 08-1865  | Pierre Lafore           |           |             |
| 09-1865                                  | 03-1869  | Joseph Fouraignan       |           |             |
| 03-1869                                  | 03-1871  | Hippolyte Lucante       |           |             |
| 03-1871                                  | 03-1871  | Mathieu Bonne           |           |             |
| 04-1871                                  | 04-1871  | Victor Castex           |           |             |
| 05-1871                                  | 03-1878  | Hippolyte Lucante       |           |             |
| 03-1878                                  | 03-1896  | Edouard Bourratiere     |           |             |
| 03-1896                                  | 04-1900  | Jean Chéri Lucante      |           |             |
| 06-1900                                  | 01-1925  | Sébastien Degans        |           |             |
| 02-1925                                  | 11-1944  | Elie Laborde            |           |             |
| 11-1944                                  | 12-1961  | Roger Laborde           |           |             |
| 12-1961                                  | 03-1965  | Hubert Bourgade         |           |             |
| 03-1965                                  | 04-1970  | Jacques Decambos        |           |             |
| 04-1970                                  | 03-1989  | Jean Louis Degans       |           |             |
| 03-1989                                  | 03-2001  | Philippe Braissant      |           |             |
| mars 2001                                | mai 2020 | Guy Saint-Mézard        |           |             |
| mai 2020                                 | En cours | Philippe Boyer          |           | Agriculteur |
| Les données manquantes sont à compléter. |          |                         |           |             |

## Population et société

### Démographie
| 1793  | 1800  | 1806  | 1821  | 1831  | 1841  | 1846  | 1851 | 1856 |
| ----- | ----- | ----- | ----- | ----- | ----- | ----- | ---- | ---- |
| 1 178 | 1 074 | 1 075 | 1 128 | 1 043 | 1 014 | 1 015 | 970  | 884  |

| 1861 | 1866 | 1872 | 1876 | 1881 | 1886 | 1891 | 1896 | 1901 |
| ---- | ---- | ---- | ---- | ---- | ---- | ---- | ---- | ---- |
| 878  | 901  | 826  | 757  | 743  | 727  | 720  | 670  | 608  |

| 1906 | 1911 | 1921 | 1926 | 1931 | 1936 | 1946 | 1954 | 1962 |
| ---- | ---- | ---- | ---- | ---- | ---- | ---- | ---- | ---- |
| 606  | 580  | 483  | 510  | 510  | 524  | 506  | 510  | 456  |

| 1968 | 1975 | 1982 | 1990 | 1999 | 2004 | 2006 | 2009 | 2014 |
| ---- | ---- | ---- | ---- | ---- | ---- | ---- | ---- | ---- |
| 414  | 347  | 316  | 292  | 297  | 301  | 306  | 288  | 298  |

| 2019 | 2022 | - | - | - | - | - | - | - |
| ---- | ---- | - | - | - | - | - | - | - |
| 273  | 245  | - | - | - | - | - | - | - |

### Manifestations culturelles et festivités
Pour ses fêtes patronales, le village  de Gazaupouy organise une course landaise comptant pour le challenge de l'Armagnac et L'Escalot avec habituellement la ganaderia Dargelos.

## Économie

### Revenus
En 2018  (données Insee publiées en septembre 2021), la commune compte 128 ménages fiscaux, regroupant 280 personnes. La médiane du revenu disponible par unité de consommation est de 20 160 € (20 820 € dans le département).

### Emploi
|                | 2008  | 2013  | 2018  |
| -------------- | ----- | ----- | ----- |
| Commune        | 3,4 % | 7,9 % | 7,7 % |
| Département    | 6,1 % | 7,5 % | 8,2 % |
| France entière | 8,3 % | 10 %  | 10 %  |

En 2018, la population âgée de 15 à 64 ans s'élève à 163 personnes, parmi lesquelles on compte 79,5 % d'actifs (71,8 % ayant un emploi et 7,7 % de chômeurs) et 20,5 % d'inactifs,. Depuis 2008, le taux de chômage communal (au sens du recensement) des 15-64 ans est inférieur à celui de la France et du département.
La commune fait partie de la couronne de l'aire d'attraction de Condom, du fait qu'au moins 15 % des actifs travaillent dans le pôle,. Elle compte 66 emplois en 2018, contre 75 en 2013 et 74 en 2008. Le nombre d'actifs ayant un emploi résidant dans la commune est de 123, soit un indicateur de concentration d'emploi de 53,4 % et un taux d'activité parmi les 15 ans ou plus de 53,5 %.
Sur ces 123 actifs de 15 ans ou plus ayant un emploi, 42 travaillent dans la commune, soit 34 % des habitants. Pour se rendre au travail, 81,4 % des habitants utilisent un véhicule personnel ou de fonction à quatre roues, 1,7 % les transports en commun, 3,4 % s'y rendent en deux-roues, à vélo ou à pied et 13,6 % n'ont pas besoin de transport (travail au domicile).

### Activités hors agriculture

#### Secteurs d'activités
39 établissements sont implantés  à Gazaupouy au 31 décembre 2019. Le tableau ci-dessous en détaille le nombre par secteur d'activité et compare les ratios avec ceux du département,.
| Secteur d'activité                                                                                        | Commune | Commune | Département |
| Secteur d'activité                                                                                        | Nombre  | %       | %           |
| --- | ------- | ------- | ----------- |
| Ensemble                                                                                                  | 39      |         |             |
| Industrie manufacturière, industries extractives et autres                                                | 6       | 15,4 %  | (12,3 %)    |
| Construction                                                                                              | 5       | 12,8 %  | (14,6 %)    |
| Commerce de gros et de détail, transports, hébergement et restauration                                    | 11      | 28,2 %  | (27,7 %)    |
| Information et communication                                                                              | 2       | 5,1 %   | (1,8 %)     |
| Activités immobilières                                                                                    | 3       | 7,7 %   | (5,2 %)     |
| Activités spécialisées, scientifiques et techniques et activités de services administratifs et de soutien | 5       | 12,8 %  | (14,4 %)    |
| Administration publique, enseignement, santé humaine et action sociale                                    | 1       | 2,6 %   | (12,3 %)    |
| Autres activités de services                                                                              | 6       | 15,4 %  | (8,3 %)     |

Le secteur du commerce de gros et de détail, des transports, de l'hébergement et de la restauration est prépondérant sur la commune puisqu'il représente 28,2 % du nombre total d'établissements de la commune (11 sur les 39 entreprises implantées  à Gazaupouy), contre 27,7 % au niveau départemental.

#### Entreprises et commerces
Les trois entreprises ayant leur siège social sur le territoire communal qui génèrent le plus de chiffre d'affaires en 2020 sont : 
- Thopaudor, production d'électricité (478 k€)
- Mejean, commerce de gros (commerce interentreprises) de céréales, de tabac non manufacturé, de semences et d'aliments pour le bétail (265 k€)
- Eric Sampietro Conseil, restauration traditionnelle (16 k€)

### Agriculture
La commune est dans le Ténarèze, une petite région agricole occupant le centre du département du Gers, faisant transition entre lʼAstarac “pyrénéen”, dont elle est originaire et dont elle prolonge et atténue le modelé, et la Gascogne garonnaise dont elle annonce le paysage. En 2020, l'orientation technico-économique de l'agriculture  sur la commune est l'exploitation de grandes cultures (hors céréales et oléoprotéagineuses).
|               | 1988  | 2000  | 2010  | 2020  |
| ------------- | ----- | ----- | ----- | ----- |
| Exploitations | 48    | 38    | 29    | 26    |
| SAU (ha)      | 1 747 | 1 621 | 1 852 | 1 855 |

Le nombre d'exploitations agricoles en activité et ayant leur siège dans la commune est passé de 48 lors du recensement agricole de 1988  à 38 en 2000 puis à 29 en 2010 et enfin à 26 en 2020, soit une baisse de 46 % en 32 ans. Le même mouvement est observé à l'échelle du département qui a perdu pendant cette période 51 % de ses exploitations,. La surface agricole utilisée sur la commune a quant à elle augmenté, passant de 1 747 ha en 1988 à 1 855 ha en 2020. Parallèlement la surface agricole utilisée moyenne par exploitation a augmenté, passant de 36 à 71 ha.

## Culture locale et patrimoine

### Lieux et monuments
- Tour d'Estrepouy, au hameau d'Estrepouy, classée au titre des monuments historiques le 23 novembre 1982[31].
- Église Notre-Dame de la Plagne de Nautèry.
- Église d'Estrépouy.
- Église Saint-Martin de Gazaupouy.

### Personnalités liées à la commune
- Henry Marcellin (?-1941) : commandant mort pour la France au maquis de Meilhan (Gers) qu'il codirigeait avec le docteur Reynaud ;
- Georges Courtès (1941-) : historien et homme politique né à Gazaupouy.

## Héraldique
| Blason de Gazaupouy | Blason  | Tiercé en pairle renversé: au 1 de gueules à une tour (du lieu : d'Estrepouy) d'argent, ouverte, ajourée et maçonnée de sable, au 2 d'azur à une grappe de raisin d'or, tigée et feuillée de sinople, au 3 d'or à un rencontre de vache landaise de sable, la têtière componée d'or et de gueules de quatre pièces, les cornes d'argent aux tampons de sable; à l'épée basse d'argent, garnie d'or brochant en chef sur la partition. |
| Blason de Gazaupouy | Détails | Créé par JF Binon. Blason officiel de la commune. |